# Latin Lovers
Singles
1. Vous les femmes
2. La camisa negra
3. Solamente Tú

Latin Lovers est un album de reprises de chansons françaises, anglaises, espagnoles, italiennes et portugaises, comportant 13 titres, interprétés par 6 artistes, sorti le 23 juin 2014,.

## Artistes ayant collaboré à l'album
Sur cet album, figurent les voix de Nuno Resende, Julio Iglesias Jr, Damien Sargue, Pablo Alborán, Nyco Lilliu et Debi Nova.

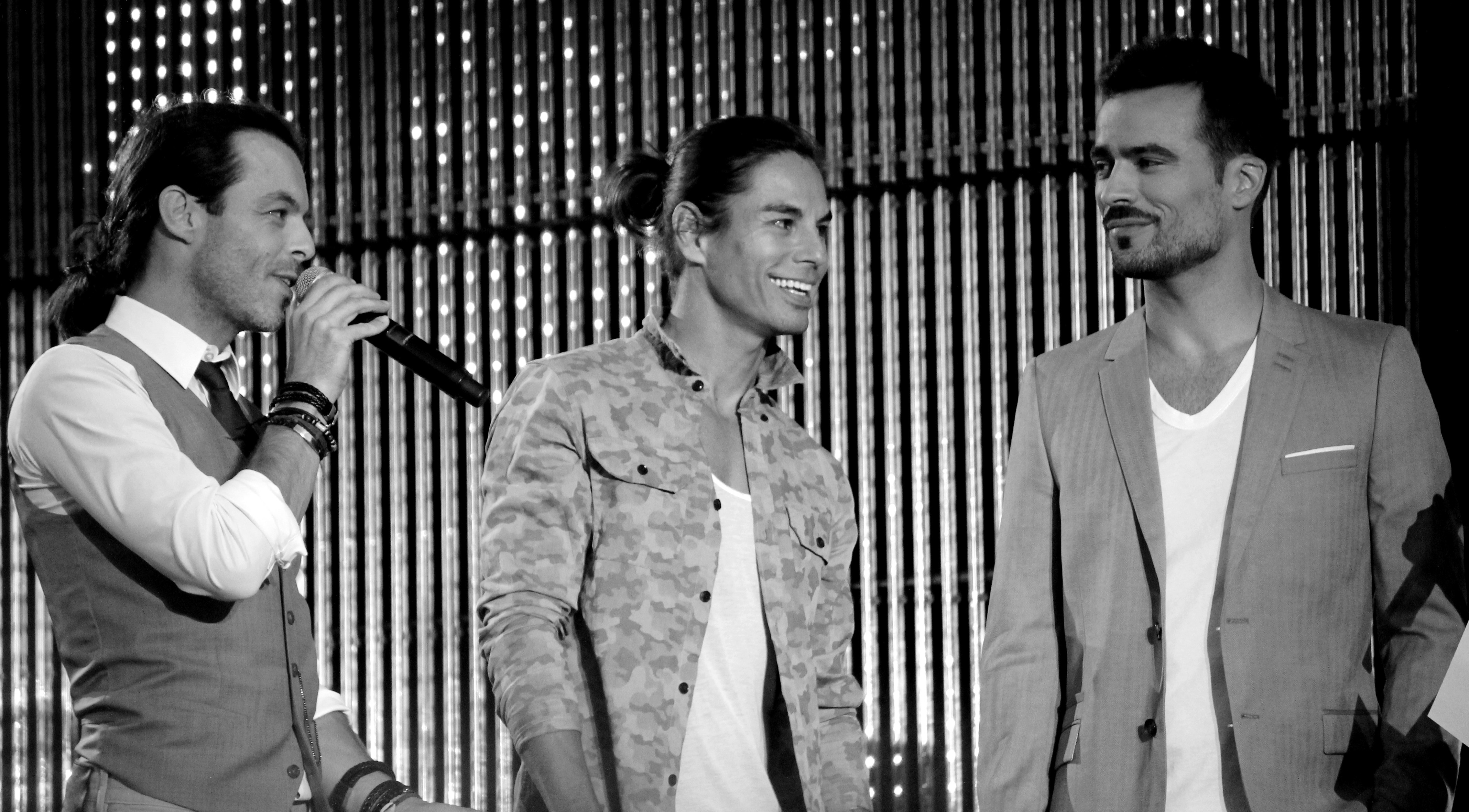
Nuno Resende, Julio Iglesias Jr, Damien Sargue
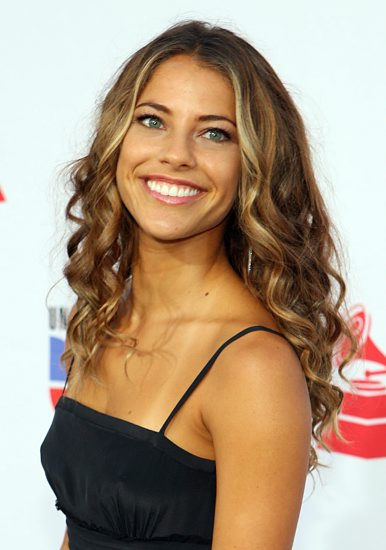
Debi Nova

## Liste des titres
| No  | Titre                                                                   | Interprète(s)                                  | Durée |
| --- | ----------------------------------------------------------------------- | ---------------------------------------------- | ----- |
| 1.  | La camisa negra de Juanes                                               | Nuno Resende, Julio Iglesias Jr                |       |
| 2.  | Maria Maria de Santana                                                  | Nuno Resende, Julio Iglesias Jr, Damien Sargue |       |
| 3.  | Solamente tù de Pablo Alborán                                           | Damien Sargue, Pablo Alborán                   |       |
| 4.  | Più bella cosa de Eros Ramazzotti                                       | Nuno Resende, Julio Iglesias Jr, Nyco Lilliu   |       |
| 5.  | Vous les femmes (Pobre diablo) de Julio Iglesias                        | Nuno Resende, Julio Iglesias Jr, Damien Sargue |       |
| 6.  | Livin' La Vida Loca de Ricky Martin                                     | Nuno Resende, Julio Iglesias Jr                |       |
| 7.  | Una storia importante de Eros Ramazzotti                                | Damien Sargue, Nyco Lilliu                     |       |
| 8.  | La Isla Bonita de Madonna                                               | Nuno Resende, Julio Iglesias Jr                |       |
| 9.  | La Solitudine de Laura Pausini                                          | Nyco Lilliu                                    |       |
| 10. | L'encre de tes yeux / Todo aquello que escribí de Francis Cabrel        | Nuno Resende, Damien Sargue                    |       |
| 11. | Conga de Miami Sound Machine                                            | Nuno Resende, Debi Nova                        |       |
| 12. | Écris l'histoire / Io so che tu de Grégory Lemarchal et Davide Esposito | Nuno Resende, Damien Sargue                    |       |
| 13. | Garota de Ipanema                                                       | Nuno Resende                                   |       |

### Titres Bonus
| No | Titre                                       | Interprète(s)               | Durée |
| -- | ------------------------------------------- | --------------------------- | ----- |
| 1. | Historia de un amor de Carlos Eleta Almaran | Nuno Resende, Damien Sargue |       |
| 2. | Essa moça ta diferente de Chico Buarque     | Nuno Resende                |       |

## Singles
- Le premier extrait de l'album Vous les femmes sort en avril 2014[3].
- Le second extrait La camisa negra sort en juin[4].
- La Solitudine n'a pas fait l'objet d'un single mais d'un clip[5].
- Le troisième extrait Solamente Tú sort en septembre[6].